# Сурпаци (Валча)
Сурпаци (рум. Surpați) насеље је у Румунији у округу Валча у општини Рунку. Oпштина се налази на надморској висини од 610 m.

## Становништво
Према подацима из 2002. године у насељу је живело 110 становника, од којих су сви румунске националности.